# K.B.Sts.B. Blatt 338
Der K.Bay.Sts.B. Blatt 338 ist ein Bayerischer Güterwagen. Dabei handelt es sich um einen zweiachsigen Schemelwagen der Gattung Hrz nach dem Musterblatt 338 für die Bayerischen Staatseisenbahnen gemäß Wagenstandsverzeichnis von 1913. Der Wagentyp wurde ausschließlich mit Bremserhaus gebaut.

## Geschichte
Zum Transport von Langholz – Ladelängen größer 6.000 mm – wurden vor allem in den Anfangsjahren des Eisenbahntransports, als die Wagen noch sehr kurz waren, Spezialwagen benötigt. Man führte daher bei den einzelnen Bahnverwaltungen die mit Langholztransporten befasst waren sogenannte Schemelwagen ein. Die zeichneten sich durch einen mittig auf der Ladefläche stehenden Drehschemel aus, auf dem die Ladung abgelegt werden konnte. Die Wagen wurde immer paarweise eingesetzt, so dass die Ladung auch bei größerer Länge kurvengängig war.

## Beschaffung
1892 beschafften die K.B.Sts.B insgesamt nur drei Schemelwagen nach Blatt Nr. 338 gemäß dem Wagenstandsverzeichnis von 1913. Diese Wagen hatten umlaufende Bordwände und ein auf der Verlängerung der Ladefläche stehendes Bremserhaus.

## Verbleib
Die Wagen wurden bei der K.B.Sts.B. als Gattung Hrz. geführt. Von der DRB wurden die Wagen unter dem Gattungsbezirk Hw Regensburg geführt. Sie werden zwar bei der DB noch im Merkbuch von 1952 als Gattung Hw 01 benannt, ob es aber je zu Umzeichnungen kam, ist nicht belegt. Die Wagen dürften spätestens Anfang der 1950er Jahre ausgemustert worden sein.

## Konstruktive Merkmale

### Untergestell
Das Untergestell der Wagen war komplett aus Profileisen aufgebaut. Die äußeren Längsträger hatten ein Doppel-T-Profil. Als Zugeinrichtung hatten die Wagen Schraubenkupplungen mit Sicherheitsbügel. Die Zugstange war wegen der besonderen Befestigung des Drehschemels nicht durchgehend, sondern wurde um diesen im Bogen herumgeführt. Sie war mittig gefedert. Als Stoßeinrichtung besaßen die Wagen Stangenpuffer mit einer Einbaulänge von 612 mm. Die Pufferteller hatten einen Durchmesser von 370 mm.

### Laufwerk
Die Wagen hatten aus Flacheisen geschmiedete Fachwerk-Achshalter der kurzen, geraden Bauform. Gelagert waren die Achsen in geteilten Gleitachslagern bayerischer Bauform. Die Räder hatten Speichenradkörper der Bauart 38 mit einem Raddurchmesser von 986 mm. Die Federung bestand jeweils aus acht 1.140 mm langen Federblättern mit einem Querschnitt von 76 × 13 mm. Die Wagen hatten alle ein auf der Verlängerung der Ladefläche mittig stehendes Bremserhaus bayerischer Bauart mit einer Handspindelbremse. Diese wirkte beidseitig auf alle Räder.

### Wagenkasten
Der Wagenkasten war komplett aus Holz mit eisernen Profilverstärkungen aufgebaut. Die Wagen hatten umklappbare Bordwände mit einer Höhe von 290 mm und einer Dicke von 45 mm. In die 60 mm starken Bodenplanken waren insgesamt 4 Flacheisen mit Rungentaschen eingelassen. In diese konnten für zusätzliche Steckrungen zur Ladungssicherung genutzt werden. Da sich die Rungentaschen bei diesem Wagenmodell innerhalb der Bordwände befanden konnte nicht die volle Breite des Bodens als Ladefläche genutzt werden.
Im Gegensatz zu späteren Bauarten konnte bei diesem Modell der mittig angebrachte, aus Eisenprofilen bestehende, Drehschemel nicht durchgedreht werden. Das Auflager des Drehschemels war mit Eisenzinken versehen um ein Verrutschen der Ladung zu verhindern. Zusätzlich gab es noch Sicherungsketten mit Einschlaghaken die ebenfalls, dass Verrutschen der Ladung verhindern sollten. Die beiden Doppel-Steckrungen des Drehschemels waren mit Spannketten verbunden.

### Ausstattung
Den Wagen standen bis zu sechs zusätzliche Steckrungen zur Ladungssicherung zur Verfügung. Zusätzlich gab es noch Sicherungsketten mit Einschlaghaken, die ebenfalls das Verrutschen der Ladung verhindern sollten.

## Skizzen, Musterblätter, Fotos

Ansicht zu Blatt 338 aus WV von 1913

## Wagennummern
Die Daten sind den WV der Kgl.Bayer.Staatseisenbahnen, aufgestellt nach dem Stande vom 31. März 1897 und dem 1. März 1913 entnommen.
| Herstelldaten                | Herstelldaten                | Wagennummern je Epoche | Wagennummern je Epoche | Wagennummern je Epoche | Wagennummern je Epoche | Abmessungen | Abmessungen | Fahrwerk        | Fahrwerk        | Fahrwerk        | Fahrwerk        | Fassungsraum                                           | Fassungsraum                                           | Fassungsraum                                           | Fassungsraum                                           | Gewichte          | Gewichte           | Zusatzinfos                        |
| Bau- jahr                    | Her- stel- ler               | ab 1875                | ab 1909 (1907)         | DR (ab 1923)           | Aus- gemu- stert       | Anz. Achs.  | Rad- stand  | LüP             | Unt. Gest.      | LA.             | Brem- sen       | Lade- länge [mm]                                       | Lade- breite [mm]                                      | Boden- fläche m2                                       | Lade- raum m3                                          | Lade- gewicht [t] | Eigen- gewicht [t] | Bemerkungen                        |
| Blatt-Nr. aus WV von Gattung | Blatt-Nr. aus WV von Gattung | 1897 Hr.               | 338 1913 Hrz.          | Hw Regensburg          |                        |             |             | (siehe Legende) | (siehe Legende) | (siehe Legende) | (siehe Legende) | (siehe zusätzliche Angaben in der Infobox rechts Oben) | (siehe zusätzliche Angaben in der Infobox rechts Oben) | (siehe zusätzliche Angaben in der Infobox rechts Oben) | (siehe zusätzliche Angaben in der Infobox rechts Oben) |                   |                    | Drehschemel mit Doppel-Kipfstangen |
| ---------------------------- | ---------------------------- | ---------------------- | ---------------------- | ---------------------- | ---------------------- | ----------- | ----------- | --------------- | --------------- | --------------- | --------------- | ------------------------------------------------------ | ------------------------------------------------------ | ------------------------------------------------------ | ------------------------------------------------------ | ----------------- | ------------------ | ---------------------------------- |
| 1892                         |                              | 71 298                 | Re 71 298              | 101-14 609             |                        | 2           | 4.000       | 9.224           | E               |                 | H               | 7.300                                                  | 2.530                                                  | 17,4                                                   | 5,0                                                    | 10,0- 10,5        | 6,3- 6,6           | mit 6 zusätzlichen Kipfen          |
| 1892                         | 71 299                       | Re 71 299              |                        | 101-14 609             |                        | 2           | 4.000       | 9.224           | E               |                 | H               | 7.300                                                  | 2.530                                                  | 17,4                                                   | 5,0                                                    | 10,0- 10,5        | 6,3- 6,6           | mit 6 zusätzlichen Kipfen          |
| 1892                         | 71 300                       | Re 71 300              |                        | 101-14 609             |                        | 2           | 4.000       | 9.224           | E               |                 | H               | 7.300                                                  | 2.530                                                  | 17,4                                                   | 5,0                                                    | 10,0- 10,5        | 6,3- 6,6           | mit 6 zusätzlichen Kipfen          |